# Kablogram
Kablogram – telegram przekazywany linią kablową podziemną lub podwodną (np. po dnie morza). Nazwy używano ze względu na różne stawki taryfowe. Nazwa nie była stosowana w Polsce.